# Rodney
Rodney  è un nome proprio di persona inglese maschile.

## Varianti
- Ipocoristici: Rod[1], Roddy[1]. Va notato che entrambe le sue forme ipocoristiche sono condivise con il nome Roderick.

## Origine e diffusione
Riprende il cognome inglese Rodney; a sua volta, il cognome deriva da un toponimo di origine inglese antica, che ha il significato di "isola di Hroda" (Hroda è un nome germanico basato sull'elemento hrod, "fama", "gloria").
Il suo uso come nome proprio di persona prese il via per onorare l'ammiraglio George Brydges Rodney. 

## Onomastico
Il nome è adespota, cioè non è portato da alcun santo. L'onomastico quindi si festeggia il giorno di Ognissanti, che è il 1º novembre.

## Persone
- Rodney Anoa'i, wrestler statunitense

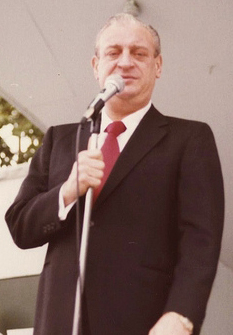
Rodney Dangerfield

- Rodney Dangerfield, attore e comico statunitense
- Rodney Davis, politico statunitense
- Rodney Gould, pilota motociclistico britannico
- Rodney Harrison, giocatore di football americano statunitense
- Rodney Heath, tennista australiano
- Rodney King, tassista statunitense vittima di un caso di cronaca
- Rodney Mullen, skater statunitense
- Rodney Rude, cantante australiano
- Rodney Sneijder, calciatore olandese
- Rodney Strasser, calciatore sierraleonese

## Il nome nelle arti
- Rodney McKay è un personaggio della serie televisiva Stargate Atlantis.
- Rodney è un personaggio di A tutto reality.